# Jean-Pierre Paquin
Jean-Pierre Paquin, né le 23 août 1948 à Montréal, est un homme politique canadien, ancien député libéral dans l'assemblée provinciale du Québec pour la conscription de Saint-Jean.

## Biographie

### Jeunesse et formation
M. Paquin a obtenu un diplôme en commerce du Collège commercial de Saint-Hyacinthe en 1965. Il a également suivi une formation professionnelle en marketing et en gestion du personnel au Collège Jean-Guy-Leboeuf en 1976.
De 1972 à 2003, il est propriétaire des Importations J. P. P..

## Carrière politique
En 1976, il se présente comme candidat de l'Union nationale dans Saint-Jean, mais il n'est pas élu. 
En 2003, M. Paquin se voit élire député à Saint-Jean pour le parti libéral. Pendant son mandat, il a été nommé adjoint parlementaire pour le ministère de la famille, des aînés et de la condition féminine. Il a été défait aux élections en 2007 et 2008.
Il est par la suite directeur de cabinet adjoint du ministre de la Justice et de la Sécurité publique à compter du 10 septembre 2007, ainsi que conseiller spécial au cabinet du ministre de la Sécurité publique à compter de 2008.